# 峰寺山
峰寺山（みねでらさん）は、茨城県石岡市の北西部にある標高379.6mの山である。石岡市と桜川市の境付近を南北に連なる筑波連山北部の支峰の一つで、弁天山の東に位置する。
中腹には、「関東の清水寺」と呼ばれる天台宗の古刹西光院があり、懸造の本堂からは八郷盆地を一望することができる。
中腹から山頂にかけては、来園者の少なさから「日本一お客さんの来ない動物園」として知られる東筑波ユートピアがある。また、筑波連山周辺はハングライダーやパラグライダーなどのスカイスポーツが盛んであり、山頂には離陸場が設置されている。
三角点のある山頂は東筑波ユートピアの敷地内（私有地内）にあり、登頂には許可が必要である。山頂まで車道が敷設されており、車両での登頂も可能である。